# Мальчики, Гийом, к столу!
«Мальчики, Гийом, к столу!» (фр. Les Garçons et Guillaume, à table!), в англоязычном прокате также «Я, снова я и мама» — французская кинокомедия режиссера Гийома Гальена, поставленная в 2013 году по его собственной одноимённой пьесе. Премьера фильма состоялась на 66-м Каннском кинофестивале 20 ноября 2013 года. В январе 2014 года фильм номинировался на премию «Сезар» в десяти категориях, в четырёх из которых одержал победу — как лучший фильм, за лучшую режиссуру и лучшую мужскую роль (Гийом Гальенн).

## Сюжет
В театре Гийом рассказывает о том, как складывалась его жизнь в юности. Он растёт молодым женоподобным мальчиком, его мать небрежно игнорирует его выходки. Когда он просит разрешения выучить испанский, мать отсылает его в Ла-Линеа-де-ла-Консепсьон. Там он остаётся с Паки, испанкой, которая не говорит по-французски. Пока они неловко пытаются общаться, она предлагает научить его танцевать севильяна. Набравшись опыта, Гийом танцует на местном фестивале, но там его высмеивают. Сам не зная почему, он приглашает на танец женщину по имени Пилар. Она вежливо отказывается, объясняя ему, что он танцует как девчонка. Он спрашивает, не кажется ли ей, что он похож на девушку. Она соглашается, и он радостно замечает, что его мать была бы в восторге.
Очарованный своей матерью, Гийом подражает её голосу, и показывает это семейной кухарке и своей бабушке Бабу. Однако его отец недоволен поведением сына. Поймав его на том, что он притворяется Сисси, отец отправляет его в интернат для мальчиков. Не выдержав постоянных насмешек, Гийом пишет прошение отцу. После психиатрической экспертизы родители решают перевести его в английскую школу-интернат.